# Posizione frontale
Posizione frontale, qualche volta chiamata posizione inclinata in avanti o posizione avanti, è una posizione di base praticata nelle arti marziali giapponesi e nelle  coreane.  Anche se la posizione nello specifico varia da stile a stile, nel complesso è visibilmente similare ad un affondo, con la gamba piegata in avanti al ginocchio, con la gamba posteriore dritta e le spalle ed i fianchi esattamente rivolti in avanti.  Lo scopo della posizione è quello di insegnare l'allineamento muscolo-scheletrico, che aggiunge come massa the earth to a strike as possible.  La posizione permette una grande quantità di potenza in avanti, ma pochissimi in altre direzioni.

## Arti marziali giapponesi

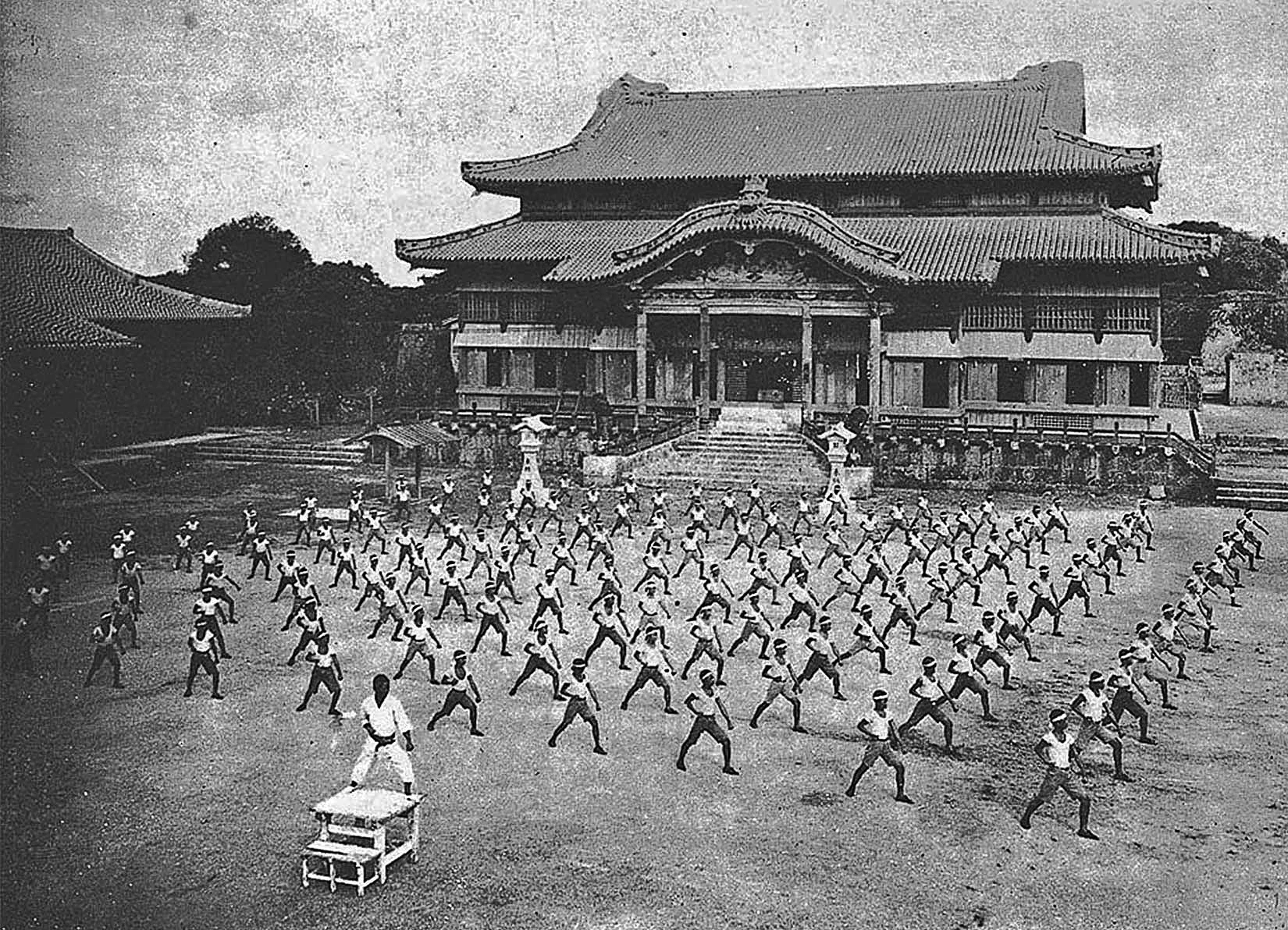
Allievi di Karate si allenano nella posizione frontale nel Castello di Shuri, c.1938.

Nelle arti marziali giapponesi, la posizione frontale (前屈立ち?, zenkutsu-dachi) viene principalmente praticata nel karate e nelle sue varianti. Alcune varianti includono lo Shotokan, dove gli allievi generalmente adottano una posizione più ampia, mentre nell'Isshin-ryū dove gli allievi applicano una posizione pari alla larghezza delle spalle, ma meno lunga e profonda. Vengono praticate anche altre varianti.

## Arti marziali coreane
La posizione frontale viene principalmente praticata dagli studenti di taekwondo, dove viene chiamata: ap kubi (Gunnun Sogi).